# Sphingicampa sinaloana
Sphingicampa sinaloana är en fjärilsart som beskrevs av William Schaus 1920. Sphingicampa sinaloana ingår i släktet Sphingicampa och familjen påfågelsspinnare. Inga underarter finns listade i Catalogue of Life.